# Segunda División de México 1990-91
La Temporada 1990-91 de la Segunda División de México fue el XLII torneo de la historia de la segunda categoría del fútbol mexicano. El Club de Fútbol Atlante se proclamó campeón por segunda ocasión tras vencer al Pachuca en la final por el título que necesitó de un tercer partido de desempate.

## Cambios
- Atlante descendió desde la Primera División.
- León ascendió al máximo circuito.
- Querétaro pasó a militar en Primera División tras comprar la franquicia del Tampico Madero, Pioneros de Cancún ocupó la plaza que había dejado libre el equipo queretano.
- SUOO, Galicia y Ayense descendieron a la Segunda División B.
- Cachorros Zamora y Guerreros de Acapulco ascendieron desde Segunda B, mientras que Zitlaltepec lo hizo desde la Tercera División.
- Real Celaya entró en la liga tras el cambio de propietarios, nombre y sede del club Petroleros de Salina Cruz.

## Formato de competencia
Los veinte equipos se dividen en cinco grupos de cuatro clubes, manteniendo los juegos entre los 20 en formato de todos contra todos a visita recíproca en 38 jornadas. Los dos primeros lugares de cada agrupación y el mejor tercero se clasifican a la liguilla en donde los nueve clubes de segunda y el campeón de la Segunda B se reparten en dos grupos de cinco conjuntos, siendo los líderes los que jugarán la final por el campeonato a visita recíproca. Los últimos tres lugares de la tabla general descenderán a la Segunda B.

## Equipos participantes

### Equipos por Entidad Federativa
| Entidad Federativa | N.º | Equipos                      |
| ------------------ | --- | ---------------------------- |
| Jalisco            | 2   | Bachilleres y Club Jalisco   |
| Estado de México   | 2   | Ecatepec y Zitlaltepec       |
| Michoacán          | 2   | Cachorros Zamora y La Piedad |
| Quintana Roo       | 2   | Chetumal y Pioneros          |
| Baja California    | 1   | Inter de Tijuana             |
| Coahuila           | 1   | Leones de Saltillo           |
| Distrito Federal   | 1   | Atlante                      |
| Colima             | 1   | Tecomán                      |
| Guanajuato         | 1   | Real Celaya                  |
| Guerrero           | 1   | Acapulco                     |
| Hidalgo            | 1   | Pachuca                      |
| Morelos            | 1   | Zacatepec                    |
| Nayarit            | 1   | Tepic                        |
| Querétaro          | 1   | U.A. Querétaro               |
| San Luis Potosí    | 1   | Atlético Potosino            |
| Yucatán            | 1   | Atlético Yucatán             |

### Información sobre los equipos participantes
| Equipo            | Ciudad                                 | Estadio                   |
| ----------------- | -------------------------------------- | ------------------------- |
| Acapulco          | Acapulco, Guerrero                     | Unidad Deportiva Acapulco |
| Atlante           | México, D.F.                           | Azulgrana                 |
| Atlético Potosino | San Luis Potosí, S.L.P.                | Plan de San Luis          |
| Bachilleres       | Guadalajara, Jalisco                   | Tecnológico U. de G.      |
| Cachorros Zamora  | Zamora, Michoacán                      | El Chamizal               |
| Chetumal          | Chetumal, Quintana Roo                 | José López Portillo       |
| Ecatepec          | Ecatepec de Morelos, Estado de México  | Morelos                   |
| Inter de Tijuana  | Tijuana, Baja California               | Cerro Colorado            |
| Jalisco           | Guadalajara, Jalisco                   | Jalisco                   |
| La Piedad         | La Piedad, Michoacán                   | Juan N. López             |
| Pachuca           | Pachuca, Hidalgo                       | Revolución Mexicana       |
| Pioneros          | Cancún, Quintana Roo                   | Cancún 86                 |
| Real Celaya       | Celaya, Guanajuato                     | Miguel Alemán Valdés      |
| Saltillo          | Saltillo, Coahuila                     | Francisco I. Madero       |
| Tecomán           | Tecomán, Colima                        | IAETAC                    |
| Tepic             | Tepic, Nayarit                         | Nicolás Álvarez Ortega    |
| U.A. Querétaro    | Santiago de Querétaro, Querétaro       | Corregidora               |
| Yucatán           | Mérida, Yucatán                        | Carlos Iturralde Rivero   |
| Zacatepec         | Zacatepec, Morelos                     | Agustín Coruco Díaz       |
| Zitlaltepec       | San Juan Zitlaltepec, Estado de México | Los Brujos                |

## Grupos

### Grupo 1
| Pos. | Equipo      | Pts. | PJ | G  | E  | P  | GF | GC | Dif. | Clasificación               |
| ---- | ----------- | ---- | -- | -- | -- | -- | -- | -- | ---- | --------------------------- |
| 1    | Atlante (C) | 71   | 38 | 20 | 14 | 4  | 67 | 33 | +34  | Cuadrangular de la liguilla |
| 2    | Pachuca     | 63   | 38 | 20 | 10 | 8  | 63 | 38 | +25  | Cuadrangular de la liguilla |
| 3    | La Piedad   | 49   | 38 | 14 | 12 | 12 | 45 | 46 | −1   |                             |
| 4    | Tecomán     | 47   | 38 | 12 | 12 | 14 | 55 | 61 | −6   |                             |
| 5    | Jalisco     | 41   | 38 | 10 | 14 | 14 | 37 | 46 | −9   |                             |

 Fuente: RSSSF

### Grupo 2
| Pos. | Equipo               | Pts. | PJ | G  | E  | P  | GF | GC | Dif. | Clasificación         |
| ---- | -------------------- | ---- | -- | -- | -- | -- | -- | -- | ---- | --------------------- |
| 1    | Pioneros de Cancún   | 55   | 38 | 14 | 15 | 9  | 51 | 39 | +12  | Fase de liguilla      |
| 2    | Inter de Tijuana     | 51   | 38 | 13 | 14 | 11 | 43 | 43 | 0    | Fase de liguilla      |
| 3    | Chetumal             | 50   | 38 | 15 | 11 | 12 | 35 | 42 | −7   |                       |
| 4    | Real Celaya          | 44   | 38 | 13 | 10 | 15 | 47 | 52 | −5   |                       |
| 5    | Cachorros Zamora (D) | 26   | 38 | 8  | 4  | 26 | 43 | 76 | −33  | Descenso de categoría |

 Fuente: RSSSF

### Grupo 3
| Pos. | Equipo          | Pts. | PJ | G  | E  | P  | GF | GC | Dif. | Clasificación         |
| ---- | --------------- | ---- | -- | -- | -- | -- | -- | -- | ---- | --------------------- |
| 1    | Zacatepec       | 73   | 38 | 23 | 7  | 8  | 76 | 28 | +48  | Fase de liguilla      |
| 2    | Yucatán         | 53   | 38 | 14 | 14 | 10 | 51 | 48 | +3   | Fase de liguilla      |
| 3    | Deportivo Tepic | 50   | 38 | 16 | 10 | 12 | 42 | 37 | +5   | Fase de liguilla      |
| 4    | Acapulco (D)    | 37   | 38 | 11 | 6  | 21 | 38 | 50 | −12  | Descenso de categoría |
| 5    | Saltillo (D)    | 34   | 38 | 9  | 9  | 20 | 37 | 65 | −28  | Descenso de categoría |

 Fuente: RSSSF

### Grupo 4
| Pos. | Equipo               | Pts. | PJ | G  | E  | P  | GF | GC | Dif. | Clasificación               |
| ---- | -------------------- | ---- | -- | -- | -- | -- | -- | -- | ---- | --------------------------- |
| 1    | Atlético Potosino    | 53   | 38 | 16 | 12 | 10 | 38 | 34 | +4   | Cuadrangular de la liguilla |
| 2    | U. A. de Querétaro   | 42   | 38 | 14 | 8  | 16 | 55 | 50 | +5   | Cuadrangular de la liguilla |
| 3    | Ecatepec             | 42   | 38 | 11 | 13 | 14 | 40 | 41 | −1   |                             |
| 4    | Atlético Bachilleres | 41   | 38 | 11 | 12 | 15 | 39 | 50 | −11  |                             |
| 5    | Zitlaltepec (D)      | 29   | 38 | 9  | 7  | 22 | 34 | 57 | −23  | Descenso de categoría       |

 Fuente: RSSSF

## Tabla general
| Pos. | Equipo               | Pts. | PJ | G  | E  | P  | GF | GC | Dif. | Clasificación               |
| ---- | -------------------- | ---- | -- | -- | -- | -- | -- | -- | ---- | --------------------------- |
| 1    | Zacatepec            | 73   | 38 | 23 | 7  | 8  | 76 | 28 | +48  | Cuadrangular de la liguilla |
| 2    | Atlante (C)          | 71   | 38 | 20 | 14 | 4  | 67 | 33 | +34  | Cuadrangular de la liguilla |
| 3    | Pachuca              | 63   | 38 | 20 | 10 | 8  | 63 | 38 | +25  | Cuadrangular de la liguilla |
| 4    | Pioneros de Cancún   | 55   | 38 | 14 | 15 | 9  | 51 | 39 | +12  | Cuadrangular de la liguilla |
| 5    | Atlético Potosino    | 53   | 38 | 16 | 12 | 10 | 38 | 34 | +4   | Cuadrangular de la liguilla |
| 6    | Atlético Yucatán     | 53   | 38 | 14 | 14 | 10 | 51 | 48 | +3   | Cuadrangular de la liguilla |
| 7    | Inter de Tijuana     | 51   | 38 | 13 | 14 | 11 | 43 | 43 | 0    | Cuadrangular de la liguilla |
| 8    | Deportivo Tepic      | 50   | 38 | 16 | 10 | 12 | 42 | 37 | +5   | Cuadrangular de la liguilla |
| 9    | Chetumal             | 50   | 38 | 15 | 11 | 12 | 35 | 42 | −7   |                             |
| 10   | La Piedad            | 49   | 38 | 14 | 12 | 12 | 45 | 46 | −1   |                             |
| 11   | Tecomán              | 47   | 38 | 12 | 12 | 14 | 55 | 61 | −6   |                             |
| 12   | Real Celaya          | 44   | 38 | 13 | 10 | 15 | 47 | 52 | −5   |                             |
| 13   | U. A. de Querétaro   | 42   | 38 | 14 | 8  | 16 | 55 | 50 | +5   | Cuadrangular de la liguilla |
| 14   | Ecatepec             | 42   | 38 | 11 | 13 | 14 | 40 | 41 | −1   |                             |
| 15   | Jalisco              | 41   | 38 | 10 | 14 | 14 | 37 | 46 | −9   |                             |
| 16   | Atlético Bachilleres | 41   | 38 | 11 | 12 | 15 | 39 | 50 | −11  |                             |
| 17   | Acapulco (D)         | 37   | 38 | 11 | 6  | 21 | 38 | 50 | −12  | Descenso de categoría       |
| 18   | Saltillo (D)         | 34   | 38 | 9  | 9  | 20 | 37 | 65 | −28  | Descenso de categoría       |
| 19   | Zitlaltepec (D)      | 29   | 38 | 9  | 7  | 22 | 34 | 57 | −23  | Descenso de categoría       |
| 20   | Cachorros Zamora (D) | 26   | 38 | 8  | 4  | 26 | 43 | 76 | −33  | Descenso de categoría       |

 Fuente: RSSSF

## Resultados
| Local \ Visitante  | ACA | ATL | ATP | BAC | CZA | CHE | ECA | INT | JAL | LPD | PAC | PIO | RCE | SAL | TEC | TEP | UAQ | YUC | ZAC | ZIT |
| ------------------ | --- | --- | --- | --- | --- | --- | --- | --- | --- | --- | --- | --- | --- | --- | --- | --- | --- | --- | --- | --- |
| Acapulco           | —   | 0–0 | 1–0 | 0–1 | 3–0 | 2–3 | 2–2 | 1–2 | 1–1 | 1–2 | 0–1 | 1–2 | 2–0 | 1–0 | 1–2 | 1–1 | 2–0 | 2–0 | 0–3 | 2–0 |
| Atlante            | 1–0 | —   | 3–0 | 0–0 | 4–1 | 2–0 | 3–1 | 2–1 | 1–3 | 4–1 | 1–4 | 0–4 | 2–0 | 5–0 | 4–1 | 2–0 | 4–1 | 3–0 | 1–0 | 2–0 |
| Atlético Potosino  | 2–1 | 0–0 | —   | 1–0 | 3–1 | 0–0 | 0–0 | 0–1 | 1–1 | 2–0 | 2–1 | 0–0 | 1–0 | 1–3 | 4–0 | 1–0 | 1–0 | 3–3 | 0–2 | 2–1 |
| Bachilleres        | 1–1 | 0–0 | 0–1 | —   | 3–1 | 3–0 | 0–0 | 3–3 | 0–1 | 2–0 | 4–1 | 1–0 | 2–1 | 1–0 | 1–1 | 0–2 | 2–1 | 0–0 | 0–3 | 0–0 |
| Cachorros Zamora   | 2–0 | 1–3 | 0–1 | 3–0 | —   | 5–1 | 2–0 | 2–0 | 2–0 | 1–2 | 0–1 | 0–0 | 1–2 | 1–1 | 1–1 | 1–0 | 1–0 | 2–3 | 1–1 | 0–1 |
| Chetumal           | 2–1 | 0–0 | 1–1 | 2–0 | 2–1 | —   | 2–0 | 0–0 | 2–2 | 1–1 | 1–0 | 0–0 | 3–1 | 1–1 | 1–0 | 0–0 | 2–0 | 1–0 | 1–0 | 3–1 |
| Ecatepec           | 3–1 | 1–1 | 2–0 | 1–2 | 2–0 | 2–1 | —   | 0–0 | 2–1 | 0–0 | 1–1 | 1–1 | 3–1 | 1–0 | 3–1 | 0–0 | 0–1 | 4–0 | 2–1 | 2–2 |
| Inter de Tijuana   | 0–1 | 1–1 | 1–0 | 2–0 | 3–1 | 0–0 | 1–1 | —   | 3–1 | 1–1 | 0–1 | 0–2 | 4–1 | 2–0 | 2–0 | 0–0 | 0–0 | 2–0 | 1–1 | 1–0 |
| Jalisco            | 2–1 | 1–2 | 0–1 | 1–1 | 2–0 | 2–0 | 1–1 | 0–0 | —   | 2–0 | 0–2 | 0–1 | 2–0 | 1–0 | 0–1 | 0–1 | 1–0 | 0–2 | 1–1 | 0–0 |
| La Piedad          | 3–1 | 1–2 | 0–0 | 3–0 | 4–2 | 1–0 | 1–0 | 2–0 | 0–1 | —   | 2–1 | 1–1 | 2–0 | 2–3 | 1–0 | 2–1 | 1–1 | 1–1 | 2–3 | 3–0 |
| Pachuca            | 5–2 | 2–2 | 1–1 | 1–0 | 3–2 | 1–0 | 1–0 | 7–1 | 2–0 | 3–2 | —   | 1–1 | 2–0 | 1–0 | 0–0 | 1–1 | 2–1 | 1–1 | 1–2 | 2–0 |
| Pioneros de Cancún | 1–0 | 1–1 | 0–0 | 0–4 | 2–0 | 3–0 | 2–0 | 1–1 | 2–0 | 4–1 | 3–1 | —   | 2–0 | 1–2 | 0–0 | 1–2 | 2–2 | 0–0 | 2–1 | 3–3 |
| Real Celaya        | 3–1 | 1–1 | 1–1 | 2–1 | 3–1 | 3–0 | 1–0 | 1–2 | 3–3 | 2–2 | 1–3 | 2–1 | —   | 0–0 | 1–1 | 1–2 | 0–0 | 4–0 | 1–0 | 2–1 |
| Saltillo           | 0–1 | 1–1 | 1–2 | 5–1 | 2–0 | 0–2 | 0–1 | 1–1 | 1–0 | 0–0 | 1–1 | 1–1 | 1–1 | —   | 1–2 | 2–1 | 2–0 | 2–3 | 1–4 | 3–0 |
| Tecomán            | 0–1 | 1–0 | 4–1 | 2–2 | 6–2 | 3–0 | 1–1 | 0–3 | 1–1 | 0–0 | 1–5 | 4–1 | 1–1 | 3–1 | —   | 4–1 | 4–2 | 4–2 | 1–2 | 0–2 |
| Tepic              | 0–1 | 2–2 | 0–2 | 1–1 | 2–0 | 1–0 | 1–0 | 2–1 | 2–2 | 1–0 | 0–0 | 4–3 | 0–1 | 1–0 | 3–0 | —   | 2–1 | 1–0 | 0–2 | 3–0 |
| U.A. Querétaro     | 1–0 | 2–3 | 1–0 | 2–1 | 4–3 | 4–0 | 1–0 | 0–0 | 1–1 | 0–0 | 2–1 | 2–1 | 1–2 | 9–0 | 2–2 | 3–1 | —   | 2–0 | 1–2 | 2–1 |
| Yucatán            | 1–0 | 1–1 | 1–1 | 4–0 | 3–1 | 1–1 | 4–2 | 3–1 | 1–1 | 0–0 | 2–0 | 1–1 | 1–1 | 4–1 | 3–1 | 1–1 | 2–1 | —   | 0–0 | 1–0 |
| Zacatepec          | 1–1 | 0–0 | 2–0 | 3–1 | 6–0 | 0–1 | 2–0 | 4–2 | 5–0 | 5–0 | 0–0 | 2–0 | 1–3 | 6–0 | 3–0 | 1–0 | 3–1 | 2–1 | —   | 2–1 |
| Zitlaltepec        | 2–1 | 0–3 | 1–2 | 1–1 | 2–1 | 0–1 | 2–1 | 3–0 | 2–2 | 0–1 | 1–2 | 0–1 | 1–0 | 2–0 | 2–2 | 0–2 | 1–3 | 0–1 | 1–0 | —   |

## Liguilla
La liguilla por el campeonato conjuntó a los nueve mejores equipos de la Segunda División: Atlante, Pachuca, Pioneros de Cancún, Inter de Tijuana, Zacatepec, Yucatán, Tepic, Atlético Potosino y la Universidad Autónoma de Querétaro junto con el campeón de la Segunda B, el Ayense.

### Grupo de Campeonato A
| Pos. | Equipo             | Pts. | PJ | G | E | P | GF | GC | Dif. | Clasificación     |
| ---- | ------------------ | ---- | -- | - | - | - | -- | -- | ---- | ----------------- |
| 1    | Atlante            | 13   | 8  | 4 | 2 | 2 | 12 | 7  | +5   | Acceso a la final |
| 2    | U. A. de Querétaro | 13   | 8  | 5 | 0 | 3 | 12 | 10 | +2   |                   |
| 3    | Zacatepec          | 12   | 8  | 3 | 3 | 2 | 13 | 8  | +5   |                   |
| 4    | Deportivo Tepic    | 6    | 8  | 2 | 2 | 4 | 4  | 9  | −5   |                   |
| 5    | Inter de Tijuana   | 5    | 8  | 2 | 1 | 5 | 6  | 13 | −7   |                   |

 Fuente: RSSSF

#### Resultados
| Local \ Visitante | ATL | INT | TEP | UAQ | ZAC |
| ----------------- | --- | --- | --- | --- | --- |
| Atlante           | —   | 2–0 | 3–1 | 4–0 | 1–0 |
| Inter de Tijuana  | 1–0 | —   | 1–0 | 0–1 | 1–1 |
| Tepic             | 0–0 | 1–0 | —   | 1–0 | 1–1 |
| U.A. Querétaro    | 3–0 | 5–2 | 1–0 | —   | 2–1 |
| Zacatepec         | 2–2 | 3–1 | 3–0 | 2–0 | —   |

### Grupo de Campeonato B
| Pos. | Equipo             | Pts. | PJ | G | E | P | GF | GC | Dif. | Clasificación     |
| ---- | ------------------ | ---- | -- | - | - | - | -- | -- | ---- | ----------------- |
| 1    | Pachuca            | 11   | 8  | 3 | 3 | 2 | 8  | 6  | +2   | Acceso a la final |
| 2    | Atlético Potosino  | 9    | 8  | 1 | 6 | 1 | 8  | 7  | +1   |                   |
| 3    | Atlético Yucatán   | 9    | 8  | 3 | 3 | 2 | 9  | 9  | 0    |                   |
| 4    | Pioneros de Cancún | 9    | 8  | 2 | 3 | 3 | 8  | 8  | 0    |                   |
| 5    | Ayense             | 8    | 8  | 2 | 3 | 3 | 7  | 10 | −3   |                   |

 Fuente: RSSSF

#### Resultados
| Local \ Visitante  | ATP | AYE | PAC | PIO | YUC |
| ------------------ | --- | --- | --- | --- | --- |
| Atlético Potosino  | —   | 1–1 | 2–0 | 1–1 | 2–2 |
| Ayense             | 1–1 | —   | 0–0 | 0–2 | 1–0 |
| Pachuca            | 2–1 | 2–0 | —   | 2–0 | 1–1 |
| Pioneros de Cancún | 0–0 | 2–3 | 0–0 | —   | 2–0 |
| Yucatán            | 0–0 | 2–1 | 0–0 | 2–1 | —   |

### Final
La serie final del torneo enfrentó al Atlante Fútbol Club contra el Pachuca.
| 7 de julio de 1991 | Pachuca | 2-2 | Atlante | Estadio Revolución Mexicana, Pachuca |  |

| 14 de julio de 1991                              | Atlante | 0-0 | Pachuca | Estadio Azulgrana, México, D.F. |  |
| Empate en el global 2-2. Se juega tercer partido |         |     |         |                                 |  |

| 17 de julio de 1991                                                                                                 | Atlante | 0-0 (9-8 pen.) | Pachuca | Estadio Cuauhtémoc, Puebla |  |
| Atlante campeón de la Segunda División 1990-91. 2-2 en el global (9-8 en penales) y asciende a la Primera División. |         |                |         |                            |  |

|                              |
| Atlante Campeón 2.do título. |